# Деррі (Нью-Гемпшир)
Деррі (англ. Derry) — місто (англ. town) в США, в окрузі Рокінґгем штату Нью-Гемпшир. Населення — 34 317 осіб (2020).

### Клімат
| Клімат : Деррі               | Клімат : Деррі | Клімат : Деррі | Клімат : Деррі | Клімат : Деррі | Клімат : Деррі | Клімат : Деррі | Клімат : Деррі | Клімат : Деррі | Клімат : Деррі | Клімат : Деррі | Клімат : Деррі | Клімат : Деррі | Клімат : Деррі |
| Показник                     | Січ.           | Лют.           | Бер.           | Квіт.          | Трав.          | Черв.          | Лип.           | Серп.          | Вер.           | Жовт.          | Лист.          | Груд.          | Рік            |
| Середній максимум, °C        | 0,0            | 2,2            | 6,7            | 13,3           | 20,0           | 25,0           | 27,8           | 26,7           | 22,2           | 16,1           | 10,0           | 2,8            | 14,5           |
| Середній мінімум, °C         | −15            | −13,3          | −7,8           | −1,7           | 4,4            | 10,0           | 12,8           | 11,7           | 6,7            | 0,0            | −4,4           | −11,1          | −0,6           |
| Норма опадів, мм             | 78             | 58             | 75             | 84             | 89             | 91             | 91             | 91             | 83             | 95             | 93             | 83             | 1011           |
| ---------------------------- | -------------- | -------------- | -------------- | -------------- | -------------- | -------------- | -------------- | -------------- | -------------- | -------------- | -------------- | -------------- | -------------- |
| Джерело: The Weather Channel |                |                |                |                |                |                |                |                |                |                |                |                |                |

## Демографія
Згідно з переписом 2010 року, у місті мешкало 33 109 осіб у 12 537 домогосподарствах у складі 8767 родин. Було 13277 помешкань
Расовий склад населення:
| - 94,5 % — білих - 1,5 % — азіатів - 1,0 % — чорних або афроамериканців - 0,2 % — корінних американців |

До двох чи більше рас належало 1,7 %. Частка іспаномовних становила 3,3 % від усіх жителів.
За віковим діапазоном населення розподілялося таким чином: 24,7 % — особи молодші 18 років, 66,6 % — особи у віці 18—64 років, 8,7 % — особи у віці 65 років та старші. Медіана віку мешканця становила 38,2 року. На 100 осіб жіночої статі у місті припадало 98,6 чоловіків;  на 100 жінок у віці від 18 років та старших — 95,9 чоловіків також старших 18 років.
Середній дохід на одне домашнє господарство  становив 84 605 доларів США (медіана — 68 984), а середній дохід на одну сім'ю — 94 147 доларів (медіана — 82 245). Медіана доходів становила 53 507 доларів для чоловіків та 43 614 долари для жінок. За межею бідності перебувало 6,9 % осіб, у тому числі 12,0 % дітей у віці до 18 років та 4,0 % осіб у віці 65 років та старших.
Цивільне працевлаштоване населення становило 19 197 осіб. Основні галузі зайнятості: освіта, охорона здоров'я та соціальна допомога — 19,9 %, роздрібна торгівля — 14,0 %, виробництво — 13,5 %.